# Стара Вас (Паг)
Стара Вас (хорв. Stara Vas) — населений пункт у Хорватії, в Задарській жупанії у складі міста Паг.

## Населення
Населення за даними перепису 2011 року становило 90 осіб.
Динаміка чисельності населення поселення:

## Клімат
Середня річна температура становить 15,07 °C, середня максимальна – 27,35 °C, а середня мінімальна – 3,65 °C. Середня річна кількість опадів – 930 мм.
| Клімат поселення                              | Клімат поселення | Клімат поселення | Клімат поселення | Клімат поселення | Клімат поселення | Клімат поселення | Клімат поселення | Клімат поселення | Клімат поселення | Клімат поселення | Клімат поселення | Клімат поселення | Клімат поселення |
| Показник                                      | Січ.             | Лют.             | Бер.             | Квіт.            | Трав.            | Черв.            | Лип.             | Серп.            | Вер.             | Жовт.            | Лист.            | Груд.            |                  |
| Середній максимум, °C                         | 10,75            | 10,70            | 12,65            | 16,20            | 21,45            | 25,40            | 27,35            | 27,20            | 22,90            | 18,90            | 14,30            | 11,55            |                  |
| Середня температура, °C                       | 7,30             | 7,15             | 9,15             | 12,75            | 17,90            | 21,90            | 24,40            | 24,25            | 20,00            | 16,00            | 11,35            | 8,60             |                  |
| Середній мінімум, °C                          | 3,80             | 3,65             | 5,70             | 9,25             | 14,40            | 18,45            | 21,50            | 21,35            | 17,10            | 13,05            | 8,45             | 5,70             |                  |
| Норма опадів, мм                              | 77               | 65               | 66               | 69               | 67               | 60               | 36               | 55               | 107              | 116              | 114              | 98               |                  |
| Середньомісячна швидкість вітру, м/с          | 2.90             | 3.00             | 3.20             | 3.00             | 2.70             | 2.50             | 2.50             | 2.40             | 2.60             | 2.80             | 3.30             | 3.20             |                  |
| Середньомісячна сонячна радіація, кДж/м²·день | 4795             | 7574             | 11177            | 16040            | 20459            | 22432            | 24098            | 20827            | 15220            | 9684             | 5242             | 4052             |                  |
| --------------------------------------------- | ---------------- | ---------------- | ---------------- | ---------------- | ---------------- | ---------------- | ---------------- | ---------------- | ---------------- | ---------------- | ---------------- | ---------------- | ---------------- |
| Джерело:                                      |                  |                  |                  |                  |                  |                  |                  |                  |                  |                  |                  |                  |                  |